# 下位春吉

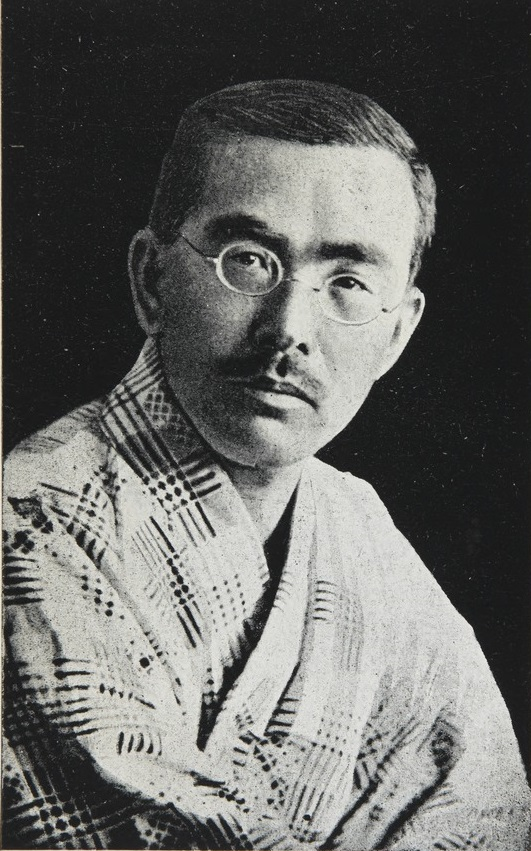
1919年、自著『イタリア人の戦い』に掲載された肖像写真

下位 春吉（しもい はるきち、1883年10月20日 - 1954年12月1日）は、日本の教育者、詩人、童話口演家。詩人ガブリエーレ・ダンヌンツィオやベニート・ムッソリーニと親交があり、イタリア軍に入隊してイタリア政府より勲章を授与され、帰国後イタリアのファシズム運動を日本に紹介した。

## 経歴
福岡県夜須郡秋月(現・福岡県朝倉市秋月)にて秋月藩士井上喜久蔵の四男として生まれる。井上家は維新後、没落士族となったため一家全員が炭鉱労働者として働かなければならないほど困窮していた。
旧制東筑中学を卒業後、一家とともに東京に上京し、1907年、東京高等師範学校英語科に入学した。同年、商人の下位嘉助の養子となる。詩人・土井晩翠に師事し1911年には「大塚講話会」を設立し、童話の口演活動で有名となる。代表作に『ゴンザ蟲』や技術書として1917年に発行された『お噺の仕方』などがある。倉澤栄吉は日本の童話史において『お噺の仕方』が重要な位置を占めると評価している。師範学校などで教鞭を取る傍ら、東京外国語学校伊太利語科に学びイタリア語を身につけた。
1915年、ダンテ・アリギエーリ研究のため単身でナポリに渡り、国立東洋学院（現在のナポリ東洋大学）の日本語教授となった。文芸雑誌「La Diana」編集長ゲラルド・マローネを通じて、ベネデット・クローチェなどの知識人と交流した。またマローネと共著で狂言のイタリア語訳や与謝野鉄幹や吉井勇などの日本の詩人を紹介するなど文化交流にも貢献した。柔道も教えた。 
第一次世界大戦末期の1918年、春吉はアルマンド・ディアズ将軍と知り合い、将軍から前線の取材をすすめられた。新聞社の通信員として前線に赴いた下位は、まもなくイタリア軍に志願入隊し、戦闘行為に参加した。下位はエンリコ・カヴィリアによってアルディーティ（決死隊）に叙されて戦線に赴いたが、おそらく名誉職的なものであったと考えられる。ピアーヴェ川の戦い、ヴィットリオ・ヴェネトの戦いなどに参加し、終戦をトレントで迎え、その後ナポリに戻った。イタリア政府から大戦十字勲章、コンメンダ勲位を授与される。

### ダンヌンツィオとの関係
下位が詩人ダンヌンツィオと知り合ったのは1918年の夏ごろであった。1919年1月にはダンヌンツィオが日本まで飛行する計画を建て、下位の同行を求めた。この計画は結果的にフィウーメ（現リエカ）問題や政治状況に怒ったダンヌンツィオによって取りやめとなったが、アルトゥーロ・フェラーリンによって実現している（アルトゥーロ・フェラーリンによるローマ＝東京飛行）。
ダンヌンツィオによるフィウーメ占領後の1920年2月1日、下位はフィウーメ入りした。翌日には盛大な歓迎会が開かれるなど破格の対応を受けた。ダンヌンツィオは下位を「名誉伍長」に任命し、外部との連絡役に当たらせた。フィウーメを包囲していたイタリア軍にたびたび逮捕されたが、そのつどカヴィグリア将軍によって釈放が命じられたという。またこの時にムッソリーニとの連絡もおこなっている。その後6月にはナポリで日本文学紹介雑誌「サクラ」を創刊し、1921年までに5冊を刊行した。

### ムッソリーニの紹介者

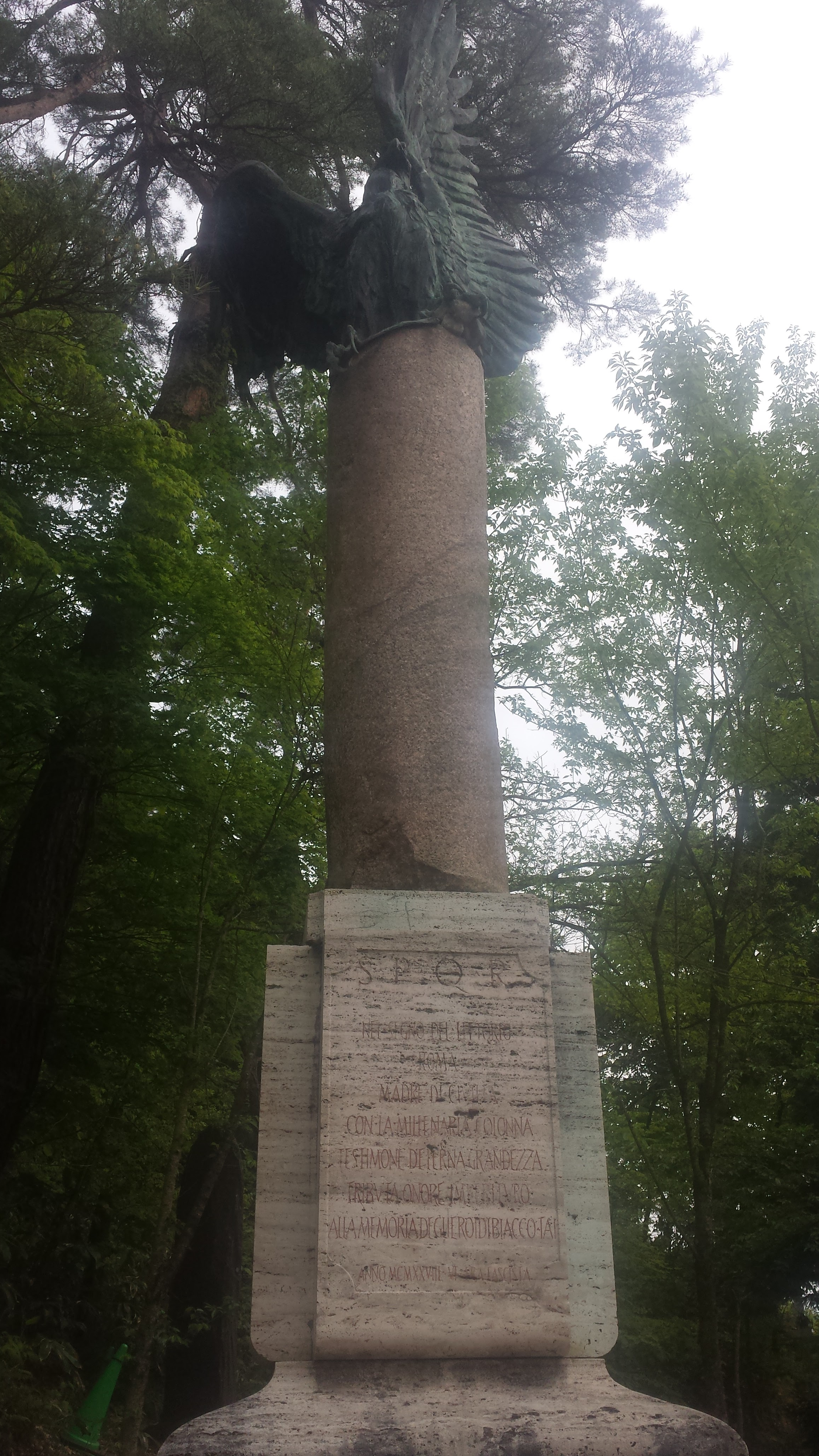
飯盛山の白虎隊顕彰碑

1924年12月、下位はイタリアから帰国した。この頃一時的に国士舘の教授と国士舘中学の校長となっている。1924年夏ごろには皇国青年党を設立し、自ら主宰となるなど政治運動にも関わっていたが、資金繰りに行き詰って1927年ごろに解党している。この時期に下位は当時の若松市（現・会津若松市）の穴澤義弘市長に対して、「ムッソリーニが白虎隊の事績に感激して記念碑を建立したがっている」という進言をおこなった。これは下位の創作であったが、新聞報道がなされて有力者からの賛助も集まったため、やむなく外務省がムッソリーニに打診し、1928年にイタリアから送られた記念碑が若松市の飯盛山に実際に建立された。その後短期間の訪伊を何度か行った後に、1927年にローマ大学に設置される日本文学講座担当教授となるため、一家でローマに向かったが、結局この講座自体は実現しなった。ローマで下位は研究とローマにおける私設日本大使としての活動を行っていたとされる。
1933年、下位一家は日本に帰国した。下位によるとこの帰国はイタリア首相となっていたムッソリーニによって、日本においてイタリアの紹介を行うよう依頼されたからだという。下位は「あの日からずっと私はムッソリーニのそばにいた。ムッソリーニのところには自由に入ることができた」とムッソリーニとの親密さを語っているが、ムッソリーニ側の資料で下位の名前が出てくるものはほとんど存在しない。
日本に帰国してからの下位は、日本放送協会のイタリア語部長や国際連盟教育映画部日本代表、日伊学会評議員、日本農林新聞社長などを歴任している。また出口王仁三郎と接近し、昭和神聖会の創立にも参加している。さらにイタリアとダンヌンツィオ、そしてムッソリーニとファシズムを紹介する講演活動を頻繁に行った。下位は「始めてムッソリーニを紹介し、フアツショの運動を日本に紹介したのは恐らく私が始めてだと思ってをります（原文ママ）」と誇っていた。1929年にはムッソリーニの主要演説29本を翻訳している。また下位はダンヌンツィオの運動とファシズムを直線的に結び付けており、各運動内の思想別派閥などについてはほとんど触れていないなど、きわめて単純化したものであった。
戦後、下位は枢軸陣営への支持活動により公職追放となり、インドロ・モンタネッリの来日の際には彼の通訳と案内を買って出ている。晩年のインタビューでは、「いわば、人間のすることはすべて無意味だ」と語っている。1954年12月1日に死亡した。

## 家族
- 実父・井上喜久蔵 ‐ 秋月藩士。30石程度の下級武士で、秋月の乱に関わったが処罰は逃れた。[1]
- 養父・下位嘉助 ‐ 東京の材木商。将来有望として地元で知られていた春吉を気に入り、養子に迎えて娘婿とした。[1]
- 妻・富士（1890年生） ‐ 嘉助の娘。1907年に結婚。[1]
- 嗣子・下位不二男（1916年生） ‐ 慶応大卒、大阪商船[11][12]
- 長女・小野桃代（1911年生） ‐ 小野七郎の妻。小野（1907年生、大分市出身）は早稲田大学文科を中退し、春吉を慕ってイタリアに留学、ローマ大学で学ぶ傍ら毎日新聞ローマ支局の嘱託となり、ラグーザ玉に取材、『大阪毎日新聞』、『東京日日新聞』のローマ特派員を務め、1933年に下位一家とともに帰国、桃代と結婚後1937年に東京日日新聞ローマ支局長として家族とともに再び渡伊。のち南北社代表取締役。[13][14]
- 孫・小野満春（1934年生） ‐ TBS報道局解説委員。動物の科学研究会会員。[14][13]
- 孫・小野紀美子 (1937-2022) ‐ 社会民主連合婦人局長。藤原道子、秦豊の議員秘書を経て東京都新宿区区議（社民連）となり、6期務めた。作家でもあり、1976年『喪服のノンナ』で第48回オール讀物新人賞受賞。[13][15][16]
- 孫・栗林町子 ‐ 旧姓・小野。栗林義信の妻[14]

## 著書
- 『お噺の仕方』しもゐはるきち 同文館 1917
- 『倒れんとする国家を救ひたる伊国青年』大民倶楽部 1925
- 『魚雷の背に跨りて』信義堂書店 1926
- 『死都ポンペイを訪ふために』編 日本郵船 1926
- 『大戦中のイタリヤ』信義堂書店 1926
- 『大戦が生んだ伊国の二勇士』帝国文化協会 1927
- 『ファッショ運動とムッソリーニ』文明協会 1927
- 『ファッショ政体に於ける労働政策』春秋社 1932
- 『伊国の産業政策と労働憲章』関東産業団体聯合会 社会労働問題講演集 1933
- 『伊太利の組合制国家と農業政策』ダイヤモンド社 1933
- 『フアッシズムの真髄と伊太利の産業統制』大阪図書 1933
- 『日本人の誤りたる伊エ紛争観』東京パンフレツト社 1935
- 『昭和の青年と世界の展望』日本書荘 1937
- 『イタリヤの参戦を回る世界政局の動向』日本協会出版部 1940
- 『農村青年に与ふ』上田屋書店 1941

### 共編著
- 『フアッショ・イタリヤの社会事業』編 ミルコ・アルデマーニ 1940
- 『今日のイタリヤ』ミルコ・アルデマーニ共著 大民社出版部 大民文庫 1940

### 翻訳
- 『ムッソリニの獅子吼』訳　大日本雄弁会講談社 1929
- ベニート・ムツソリーニ『これが伊太利軍だ 一九一五年-一九一八年伊太利戦に対する外人の証言』グリエルモ・スカリーゼ 1935
- ベニート・ムツソリーニ『世界国民に告ぐ』改訂版 国体明徴会 1936
- イタリヤ陸軍省『歩兵雑誌』編『イタリヤのエチオピア征服』グリエルモ・スカリーゼ 1937
- ミルコ・アルデマーニ『欧洲戦後の世界革新』国際事情研究所 1940
- ガレアッツォ・チャーノ『現下の国際情勢におけるイタリヤの立場』訳註 ミルコ・アルデマーニ 1940
- ウーゴ・ナンニ『原料争奪の世界戦』改造社 1940
- ミルコ・アルデマーニ『伊国戦線を説く』イタリア大使館情報官室 1941
- 『ムツソリーニ全集』第8巻 世界新秩序への胎動 第9巻 我が塹壕日記・其他　改造社 1941